# Хованский, Григорий Александрович
Князь Григорий Александрович Хованский (1767—1796) — русский поэт и переводчик.

## Биография
Григорий Хованский родился в Москве в 1767 году; происходил из русского княжеского рода; внук В. П. Хованского. Детство провел в родном городе, в доме отца Александра Васильевича (1722—1794); был учеником Я. Б. Княжнина и после его смерти благоговел перед его памятью. 

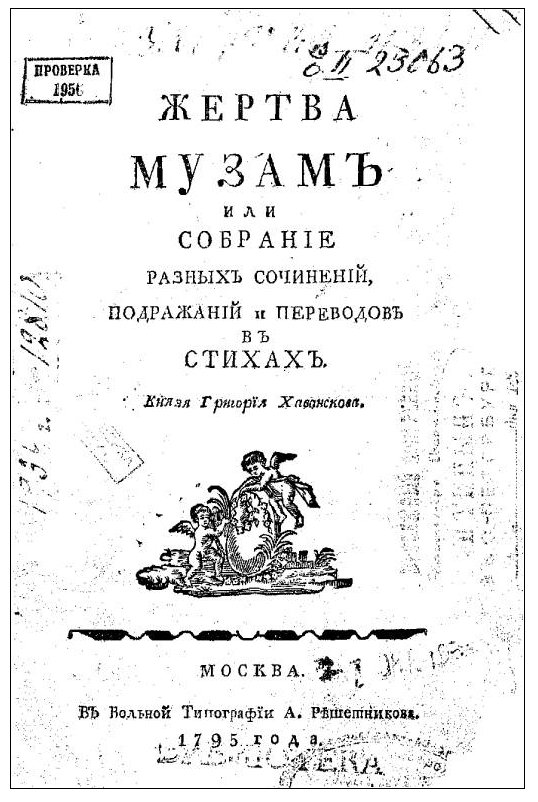
Одно из изданий стихов князя Г. А. Хованского

Служил в Рязанском пехотном полку и в 1793 году где дослужился до майора. Крупнейший русский литератор эпохи сентиментализма Николай Михайлович Карамзин, состоявший с ним в переписке, в стихах, написанных на смерть его («Аониды», 1797, книга II), изобразил Хованского как доброго весельчака, чуждого зависти, готового отдать последнее бедняку. 
В «Новых ежемесячных сочинениях» 1788 года были напечатаны сразу три стихотворения Хованского. Затем он публиковался в журналах И. А. Крылова «Зритель» (1792) и «Санкт-Петербургский Меркурий» (1793). 
В «Полезном и приятном препровождении времени» (1795—1796) им были помещены стихотворения и переводы с французского, в частности переводы произведений Флориана. Несколько пьес поэта были напечатаны в 1 книжке «Аонид» в 1796 году. 
Большая часть помещенного Г. А. Хованским в журналах литературного материала вошла в собрание его стихотворений, напечатанное первым изданием в Петербурге в 1793 году, под загл.: «Мое праздное время, или собрание некоторых мелких сочинений в стихах», а вторым в 1795 году, под названием «Жертва Музам, или собрание разных сочинений, подражаний и переводов в стихах». 
Особенно выделяются среди его стихотворений песни в русском стиле, из которых многие вошли в число народных, и о принадлежности которых перу князя Хованского едва ли многие знают; среди них: «Ах, луга, луга зелены, где так часто я гулял», «Долго ль в свете одинокой мне скитаться, слезы лить» и «Я вечор в лугах гуляла, грусть хотела разогнать», которой восторгался князь П. А. Вяземский, и в которой, по его мнению, много свежести, простосердечия и безыскусственности. Таких песен у князя Хованского в последнем сборнике его стихотворений — шесть; из них некоторые вошли в «Карманный песенник» И. И. Дмитриева (1796). 
Среди остальных стихотворений князя Хованского несколько переводных из Вольтера, подражание Анакреону, перевод стихотворения Фридриха II, солдатские и любовные песни, романсы, идиллии и элегии, эпитафии, надписи, послания, мадригалы, стансы, а также несколько басен и сатирических стихотворений («Анекдот, приключившийся в Петербурге», «Воспитанник Парижской») и неизбежные оды. Из последних одна, вошедшая в собрание стихотворений: «Стихи на мир, заключенный между Россией и Швецией 3 августа 1790 года», напечатана отдельно (СПб., 1790).
Князь Григорий Александрович Хованский умер 1(12) декабря 1796 года в городе Москве.